# Ptiluc
Pour les articles homonymes, voir Luc et Lefèbvre.
Ptiluc, de son vrai nom Luc Lefebvre, né le 29 décembre 1956 à Mons (Belgique), est un scénariste et dessinateur de bande dessinée. Il habite Saint-Gély-du-Fesc, près de Montpellier.

## Biographie
À l'âge de 19 ans, il travaille dans quelques magazines éphémères telles que Échec à l'échec, Moto News ou Vie privée. En 1979, il publie sa première histoire dans le journal Spatial (éditions Deligne). En 1980, il vend ses premières planches de Pacush Blues au magazine Aïe! . En 1992, il lance sa nouvelle série, Ni Dieu ni bête, suivie par la série Rat's qui démarre en 1994.
En 2008, il participe à l'album collectif Les Enfants du XXIe siècle, aux côtés de Gotlib, Éric Hérenguel, Fred Coconut..., au profit de l'association Perce-Neige.
En 2010, il sort La pire espèce avec Agathe André (ex-Charlie Hebdo) et Richard Malka, ouvrage critique de toutes les couches sociales françaises,.
En 2013, il publie sur Canalblog la BD Jeux sans frontières, qui est finalement éditée en 2014 par les éditions Paquet.
Ptiluc est un motard qui, de 1995 à 2011, a traversé plusieurs fois l'Afrique (Madagascar incluse) au guidon de sa BMW R 100 GS. Depuis 2014, il voyage plutôt en Russie et en Asie Centrale. Il a conçu un casque de moto avec le fabricant Roof. Depuis 2014, il continue par étapes successives la traversée de la Sibérie à moto.

## Publications

### Les Humanoïdes Associés
- Rat's9 volumes

volume 10 aux éditions Soleil
- Ni Dieu ni bête

1. Élucubrations primales, 1992
2. Entre Débâcle et débats, 1992
3. Le Sexe des anges et l'âme de la guenon, 1995
4. Intégrale : C'est la Totale !, 2003

- Frigo (avec Joan)

1. Tête de veau et vinaigrette, 2000
2. Régime de terreur, 2001

### Vents d'Ouest
- Pacush Bluestreize volumes, 1983-2010[9]

- Amours volatiles, 1987

- Faces de rat

1. Faces de rat, 1987[10]
2. Faces de rat 2 : Le Retour, 1997[11]

- La Geste de Gilles de Chin et du Dragon de Mons

1. La Mémoire et la boue, 1989
2. Le Doute et l'oubli, 1990

- Rictus (avec Joan et Harty)

1. Clope Attitude, 1999
2. Techno Attitude, 2000
3. Bio Attitude, 2001

- La pire espèce (avec TieKo, Richard Malka et Agathe André), 2010

- Les pieds nickelés (avec Luz, Richard Malka, Jacqueline Guénard), 2011[12].

### Glénat
- La Murge, 2001

- Pas d'bon sens, 2000

### L'Écho des savanes
- La Foire aux cochons

1. La Foire aux cochons 1, 2000[13]
2. La Foire aux cochons 2, 2003
3. La Foire aux cochons 3, 2008[14].

### Stakhano
- Fahrenheit 452, 1994

### Albin Michel
- Mémoires d'un motard

1. L'histoire du petit gars qui voulait une grosse moto, 2001 (précédemment édité chez Vents d'Ouest en 1995, sous le titre L'histoire du p'tit crétin qui voulait une grosse moto)
2. Pour quelques kilomètres de plus, 2001 (précédemment édité chez Vents d'Ouest en 1997)
3. Quand je serai grand, je ferai le tour du monde, 2001
4. C'était le temps des filles et des bécanes, 2003
5. Rendez-vous tous à Katmandou, 2005

- Accros  (avec Joan et Harty)

1. Accros de Reggae, 2003[15]
2. Accros de Rap, 2003
3. Accros de Metal, 2005
4. Accros de Techno, 2005

### Fluide Glacial
- Pirat's

1. Tome 1 : Gaz à tous les étages, 2013
2. Tome 2 : Lame de fond, 2014[16].

### Éditions Paquet
- Jeux sans frontières, 2014 [5]
- considérations sur l'amour moderne, 2016

### Dupuis
- Hitler, la véritable histoire vraie, scénario de Bernard Swysen, mars 2019
- Staline, la véritable histoire vraie, scénario de Bernard Swysen, février 2020